# Chamaeleo quadricornis
Chamaeleo quadricornis este o specie de cameleon din genul Chamaeleo, familia Chamaeleonidae, ordinul Squamata, descrisă de Tornier 1899.

## Subspecii
Această specie cuprinde următoarele subspecii:
- C. q. quadricornis
- C. q. gracilior